# شموراز
شموراز (به لهستانی:  Simoradz) یک روستا در لهستان است که در گمینا دنبوویتس (استان سیلسیان) واقع شده‌است. شموراز ۶٫۹۵۳۷ کیلومتر مربع مساحت و ۹۹۶ نفر جمعیت دارد.